# NEFH
NEFH (neurofilamente, heavy polypeptide: neurofilamento, polipeptídeo pesado) é um gene localizado no cromossomo humano 22. É o gene que dá origem a uma subunidade proteica pesada que depois é combinada com as subunidades média e leve para a construção da estrutura para as células nervosas.